# Isabella Hoppringle
Isabella Hoppringle (1460–1538) fue una priora y espía escocesa. Ejerció de priora del priorato de Coldstream desde 1505 a 1538.
Perteneciente a una familia que solía aportar prioras al priorato de Coldstream, se instaló en su cargo en 1505. Fue amiga íntima de la reina viuda regente, Margarita Tudor. Como el monasterio se ubicaba cerca de la frontera de Inglaterra y Escocia, se vio en medio de la guerra entre las dos naciones en 1513. Con habilidad, logró el equilibrio entre los dos países en beneficio de su institución, y, según se dice, era la mejor agente que Inglaterra tenía en Escocia. En 1538, Janet Pringle, una pariente suya, la sucedió en el cargo (y, al parecer, como espía).